# Nasir (album)
Nasir (stilizzato come NASIR) è l'undicesimo album in studio del rapper statunitense Nas, pubblicato il 15 giugno 2018 dalla Mass Appeal Records e dalla Def Jam. L'album segue Life Is Good, pubblicato sei anni prima.
Prodotto interamente da Kanye West, l'album è il quarto dei cinque dischi composti da sette tracce prodotti da West nel Wyoming e pubblicati a una settimana di distanza l'uno dall'altro; segue l'uscita degli album Daytona di Pusha T, Ye dello stesso West, Kids See Ghosts, album collaborativo tra West e Kid Cudi e precede K.T.S.E. di Teyana Taylor.
L'album è prodotto interamente da Kanye West ed è il terzo uscito sotto la Def Jam.

## Accoglienza
| Recensione    | Giudizio |
| ------------- | -------- |
| The A.V. Club | B-       |
| The Guardian  | [ 3 ]    |
| HipHopDX      | [ 4 ]    |
| Rolling Stone | [ 5 ]    |
| MusicOMH      | [ 6 ]    |
| NME           | [ 7 ]    |
| Pitchfork     | [ 8 ]    |
| Rolling Stone | [ 5 ]    |
| XXL           | [ 9 ]    |

Nasir ha ricevuto recensioni contrastanti da parte della critica. Sul sito Metacritic ottiene un punteggio di 58/100 basato su 16 recensioni. aggregatori di recensioni Metacritic e AnyDecentMusic? gli assegnano rispettivamente i punteggi di 58/100 e 6.1/10.
Colin McGowan di The A.V. Club ha elogiato la «produzione generosamente trionfante» di Kanye West su tracce come White Label e sulla consapevolezza politica di Nas in Cops Shot the Kid, tuttavia osserva il riempimento nella «vuota emancipazione» di Everything e il «jiggy rap di fine anni novanta» di Bonjour; McGowan conclude che l'album è un esperimento meno che definitivo per il rapper. Secondo Elizabeth Aubrey di NME, «le contraddizioni [dell'album] lo rendono un ascolto difficile e problematico: qui sono i silenzi che spesso assordano.» Aubrey elogia la produzione di Kanye West, la maturità lirica e la consapevolezza sociale di Nas, nonostante ciò anche l'autrice di NME ha notato che le convinzioni politiche condivise a volte «suonano vuote», essendo in contrasto con quelle di West, oltre a far notare che il rapper non ha ancora risposto alle accuse di abusi da parte dell'ex moglie Kelis: «è un conflitto profondamente preoccupante su un album che riesce ad essere così efficacemente attuale su un livello e ancora così palesemente obsoleto su un altro.»
Alexis Petridis del Guardian elogia la produzione di West e il fatto che Nas affronti questioni di giustizia sociale, ma anche criticato il rapper per non aver affrontato le accuse di violenza domestica, così come per la natura «mutevole» dei suoi testi affermando che le rime [di Nas] si spostano da potenti e acute accuse di razzismo a cose che non hanno senso o che sembrano esserci puramente a fini provocatori. In una recensione per Rolling Stone, Paul Thompson ha descritto l'album come «un ascolto frustrante, con sprazzi di grandezza», aggiungendo che «Nasir è tra gli album più deboli di Nas, ma non c'è nulla di spettacolare nel suo fallimento», descrivendolo come «sfocato e non chiaro», pur notando che «ci sono dei bagliori interessanti da qualche altra parte nell'album», lodando Everything e Adam and Eve. Secondo HipHopDX, l'album è una «bella arte imperfetta», concludendo che «è difficile credere che Nasir sia stato l'album che aveva cerebralmente costruito negli ultimi sei anni.»

## Tracce
1. Not for Radio (featuring Puff Daddy & 070 Shake) – 3:22 (testo: Nasir Jones, Kanye West, Basil Poledouris, Mike Dean – musica: Kanye West. Co-produzione: Benny Blanco, Cashmere Cat, Mike Dean)
2. Cops Shot the Kid – 2:47 (testo: Jones, West, Richard Walters, Richard Pryor, Andrew Dawson – musica: Kanye West. Co-produzione: Andrew Dawson)
3. White Label – 2:58 (testo: Jones, West, Dean – musica: Kanye West, Mike Dean (prod. agg.), BoogzDaBeast (prod. agg.))
4. Bonjour (featuring Tony Williams) – 3:21 (testo: Jones, West, Dean, Rahul Dev Burman – musica: Kanye West, Mike Dean (prod. agg.), Eric Danchick (prod. agg.). Co-produzione: Che Pope)
5. everything (featuring The-Dream) – 7:32 (testo: Jones, West, Dean, Terius Nash – musica: Kanye West, Plain Pat (prod. agg.). Co-produzione: Mike Dean, Benny Blanco, Cashmere Cat)
6. Adam and Eve (featuring The-Dream) – 4:10 (testo: Jones, West, Dean, Nash, Kourosh Yaghmaei – musica: Kanye West, Mike Dean (prod. agg.), Plain Pat (prod. agg.), Evan Mast (prod. agg.))
7. Simple Things – 2:19 (testo: Jones, West, Dean – musica: Kanye West. Co-produzione: Mike Dean)

Note
- Kanye West non è accreditato come voce aggiuntiva nelle tracce Cops Shot the Kid ed everything.[11]

Campioni
- Not for Radio contiene campionamenti di Caccia a Ottobre Rosso di Basil Poledouris.
- Cops Shot the Kid contiene campionamenti di Children's Story di Slick Rick e un dialogo da Wattstax di Richard Pryor.
- Bonjour contiene campionamenti di "Dance Music" dal film del 1977 Mukti di R. D. Burman.
- Adam and Eve contiene campionamenti di Gole Yakh di Kourosh Yaghmaei.

## Formazione
- Nas – artista primario
- Kanye West – produttore esecutivo, produttore, compositore, voce aggiuntiva (tracce 2 e 5; non accreditato)[11]
- Puff Daddy – voce aggiuntiva (traccia 1)
- 070 Shake – voce aggiuntiva (traccia 1)
- Tony Williams – voce aggiuntiva (traccia 4)
- The-Dream – voce aggiuntiva (traccia 5-6), compositore (traccia 5 e 6)
- Basil Poledouris – compositore (traccia 1)
- Benny Blanco – co-produttore (traccia 1 e 5)
- Cashmere Cat – co-produttore (traccia 1 e 5)
- Mike Dean – co-produttore (tracce 1, 5 e 7), produttore aggiuntivo (tracce 3-4 e 6), missaggio (tracce 1, 3 e 5)
- Ricky Walters – compositore (traccia 2)
- Richard Pryor – compositore (traccia 2)
- Andrew Dawson – compositore (traccia 2), co-produttore (traccia 2), missaggio (tracce 2, 4, 6-7)
- BoogzDaBeast – produttore aggiuntivo (traccia 3), programmazione (traccia 1)
- Skyz Muzik – produttore aggiuntivo (traccia 3)

- Rahul Dev Burman – compositore (traccia 4)
- Che Pope – co-produttore (traccia 4)
- Eric Danchick – co-produttore (traccia 4)
- Plain Pat – produttore aggiuntivo (tracce 5-6), batteria (tracce 5-6)
- Kourosh Yaghmaei – compositore (traccia 6)
- Evan Mast – produttore aggiuntivo (tracce 6)
- Phillip Peterson – violoncello, arrangiamento archi (tracce 1 e 4)
- Victoria Parker – violino (tracce 1 e 4)
- Zack Djurich – ingegnere audio
- Sean Solymar – ingegnere audio
- Juan Pena – ingegnere audio (traccia 1)
- Mike Malchicoff – ingegnere audio (traccia 4)
- Ryan Hendrickson – ingegnere audio (tracce 1 e 4)
- Jess Jackson – missaggio (tracce 1, 3 e 5)

## Classifiche

### Classifiche settimanali
| Classifica (2018)         | Posizione massima |
| ------------------------- | ----------------- |
| Australia                 | 54                |
| Austria                   | 49                |
| Belgio (Fiandre)          | 27                |
| Belgio (Vallonia)         | 80                |
| Canada                    | 8                 |
| Danimarca                 | 19                |
| Finlandia                 | 44                |
| Germania                  | 59                |
| Irlanda                   | 24                |
| Italia                    | 95                |
| Norvegia                  | 16                |
| Nuova Zelanda             | 15                |
| Paesi Bassi               | 13                |
| Regno Unito               | 16                |
| UK R&B                    | 3                 |
| Scozia                    | 60                |
| Stati Uniti               | 5                 |
| US Top R&B/Hip-Hop Albums | 4                 |
| US Top Rap Albums         | 4                 |
| Svezia                    | 29                |
| Svizzera                  | 12                |

### Classifiche di fine anno
| Classifica (2018)         | Posizione massima |
| ------------------------- | ----------------- |
| US Top R&B/Hip-Hop Albums | 98                |